# Temenuchus pagodarum
Temenuchus pagodarum là một loài chim trong họ Sturnidae.